# 重慶中華基督教自養美道會
重慶中華基督教自養美道會為1915年由刘子如（1870－1948年）傳道於中國重庆創辦的基督教獨立教會。创办重庆华人自主自传自养的教会，在“基督教”前特意题以“中华”二字；在“美道会”前特意加上“自养”二字。

## 草創期
民國三年（1914年），中華基督教重慶自養美道會劉子如為基督信仰收留戰亂孤兒，（1870年－1948年），創辦重慶孤兒院，紅岩烈士江竹筠曾是該孤兒院學生。

## 發展期
曾收留兩對劉姓雙胞胎弟兄姊妹，弟兄兩名已於大陸過世，當年四人年方一歲，接受洗禮，五歲姊妹跟隨國民政府蔣中正光復後來臺，至2001年小三通後便有書信與金廈間聚會往來，2003年大三通後兩對雙胞胎甚至往來重慶與臺北，憶當年烽火連天，1945年弟兄與姊妹被迫分離，雖56年過去，仍渴望再見面，保持每年聚會，直至2016劉弟於2015年過世；劉兄於2016年過世，現兩人於基督教五股豐盛堂聚會。

## 蓬勃期
劉姓姊妹於民國1976年，年方34歲起，參加臺北聖教會（基督之家前身）聚會，16歲起兩對同父（劉姓軍閥士官長）異母（何姓雙胞胎姊妹），姊妹流落於臺灣的兩人，便心靈相通，30歲才找到彼此，兩人分隔台中、台南，仍能相會，必是因基督的愛所命定。

## 基督徒會堂現況
1976年賴東隆（現於臺北重慶教會擔任牧師，受新生教團郭雅純牧師，於2011年按立為牧師）年方18歲，因就讀臺北工專，地理位置方便，便參於聖教會的會友，與臺北商專姊妹有一段情，30歲成為傳道人，於基隆聖教會牧會多年，2009年擔任新生教團傳道，與劉姓雙胞胎有幾面之緣，更加深成為傳道人的夢想，這福音的種子可謂灑在好土裡。

## 重庆地區
於2015年透過基督之家寇世勳牧師，與同父異母雙胞胎弟兄，開始頻繁書信與聚會往來，兩位弟兄於臺北靈糧堂，透過朱施美妃牧師受洗，現已蒙主恩召，雙胞胎姊妹目前仍密切往來，妹妹嫁給吳政雄，姊姊嫁給劉義雄，並為五股雄哥。

## 外部連結
- 重慶中華基督教自養美道會